# Mistrovství Evropy v judu 2015 – ženy – superlehká váha (-48 kg)
Zápasy v judu na I. Evropský hrách / mistrovství Evropy v kategorii superlehkých vah žen proběhly v Baku, 25. června 2015.

## Finále
| finále                |                       |
| --------------------- | --------------------- |
| Charline Van Snicková | Charline Van Snicková |
| Ebru Şahinová         | Charline Van Snicková |

## Opravy / O bronz
Poražení čtvrtfinalisté se utkávají mezi sebou v opravách. Vítězové oprav následně vyzvou poražené semifinalisty v boji o bronzovou medaili.
| opravy                | o bronz             |                     |
| --------------------- | ------------------- | ------------------- |
| Éva Csernoviczkiová   | Éva Csernoviczkiová | Éva Csernoviczkiová |
| Dilara Lokmanhekimová | Éva Csernoviczkiová | Éva Csernoviczkiová |
|                       | Maryna Čerňaková    | Éva Csernoviczkiová |
| Julia Figueroaová     | Julia Figueroaová   | Irina Dolgovová     |
| Valentina Moscattová  | Julia Figueroaová   | Irina Dolgovová     |
|                       | Irina Dolgovová     | Irina Dolgovová     |

## Pavouk
|   | 1/32                  | 1/16                  | čtvrtfinále           | semifinále            | finále                |
| - | --------------------- | --------------------- | --------------------- | --------------------- | --------------------- |
| A | volný los             | Éva Csernoviczkiová   | Éva Csernoviczkiová   | Irina Dolgovová       | Charline Van Snicková |
| A | volný los             | Éva Csernoviczkiová   | Éva Csernoviczkiová   | Irina Dolgovová       | Charline Van Snicková |
| A | volný los             | Noa Minskrová         | Éva Csernoviczkiová   | Irina Dolgovová       | Charline Van Snicková |
| A | volný los             | Noa Minskrová         | Éva Csernoviczkiová   | Irina Dolgovová       | Charline Van Snicková |
| A | volný los             | Irina Dolgovová       | Irina Dolgovová       | Irina Dolgovová       | Charline Van Snicková |
| A | volný los             | Irina Dolgovová       | Irina Dolgovová       | Irina Dolgovová       | Charline Van Snicková |
| A | Violeta Dumitruová    | Leandra Freitasová    | Irina Dolgovová       | Irina Dolgovová       | Charline Van Snicková |
| A | Leandra Freitasová    | Leandra Freitasová    | Irina Dolgovová       | Irina Dolgovová       | Charline Van Snicková |
| B | volný los             | Dilara Lokmanhekimová | Dilara Lokmanhekimová | Charline Van Snicková | Charline Van Snicková |
| B | volný los             | Dilara Lokmanhekimová | Dilara Lokmanhekimová | Charline Van Snicková | Charline Van Snicková |
| B | volný los             | Ewa Koniecznyová      | Dilara Lokmanhekimová | Charline Van Snicková | Charline Van Snicková |
| B | volný los             | Ewa Koniecznyová      | Dilara Lokmanhekimová | Charline Van Snicková | Charline Van Snicková |
| B | volný los             | Charline Van Snicková | Charline Van Snicková | Charline Van Snicková | Charline Van Snicková |
| B | volný los             | Charline Van Snicková | Charline Van Snicková | Charline Van Snicková | Charline Van Snicková |
| B | Kristina Vršičová     | Lejla Alijevová       | Charline Van Snicková | Charline Van Snicková | Charline Van Snicková |
| B | Lejla Alijevová       | Lejla Alijevová       | Charline Van Snicková | Charline Van Snicková | Charline Van Snicková |
| C | volný los             | Monica Ungureanuová   | Ebru Şahinová         | Ebru Şahinová         | Ebru Şahinová         |
| C | volný los             | Monica Ungureanuová   | Ebru Şahinová         | Ebru Şahinová         | Ebru Şahinová         |
| C | Šira Rišonyová        | Ebru Şahinová         | Ebru Şahinová         | Ebru Şahinová         | Ebru Şahinová         |
| C | Ebru Şahinová         | Ebru Şahinová         | Ebru Şahinová         | Ebru Şahinová         | Ebru Şahinová         |
| C | volný los             | Julia Figueroaová     | Julia Figueroaová     | Ebru Şahinová         | Ebru Şahinová         |
| C | volný los             | Julia Figueroaová     | Julia Figueroaová     | Ebru Şahinová         | Ebru Şahinová         |
| C | volný los             | Kristina Budeskuová   | Julia Figueroaová     | Ebru Şahinová         | Ebru Şahinová         |
| C | volný los             | Kristina Budeskuová   | Julia Figueroaová     | Ebru Şahinová         | Ebru Şahinová         |
| D | volný los             | Maryna Čerňaková      | Maryna Čerňaková      | Maryna Čerňaková      | Ebru Şahinová         |
| D | volný los             | Maryna Čerňaková      | Maryna Čerňaková      | Maryna Čerňaková      | Ebru Şahinová         |
| D | volný los             | Reka Puppová          | Maryna Čerňaková      | Maryna Čerňaková      | Ebru Şahinová         |
| D | volný los             | Reka Puppová          | Maryna Čerňaková      | Maryna Čerňaková      | Ebru Şahinová         |
| D | volný los             | Valentina Moscattová  | Valentina Moscattová  | Maryna Čerňaková      | Ebru Şahinová         |
| D | volný los             | Valentina Moscattová  | Valentina Moscattová  | Maryna Čerňaková      | Ebru Şahinová         |
| D | Kristina Rumjancevová | Ajša Kurbanliová      | Valentina Moscattová  | Maryna Čerňaková      | Ebru Şahinová         |
| D | Ajša Kurbanliová      | Ajša Kurbanliová      | Valentina Moscattová  | Maryna Čerňaková      | Ebru Şahinová         |